# Orthorhyncus cristatus
Orthorhyncus cristatus е вид птица от семейство Колиброви (Trochilidae), единствен представител на род Orthorhyncus.

## Разпространение
Видът е разпространен в Ангуила, Антигуа и Барбуда, Американските Вирджински острови, Барбадос, Бонер, Синт Еустациус, Саба, Британските Вирджински острови, Гренада, Гваделупа, Доминика, Мартиника, Монсерат, Пуерто Рико, Сейнт Китс и Невис, Сейнт Лусия, Сен Мартен и Сейнт Винсент и Гренадини.